# Coleocentrus harringtoni
Coleocentrus harringtoni là một loài tò vò trong họ Ichneumonidae.